# 布引の滝 (三重県熊野市)
布引の滝（ぬのびきのたき）は、三重県熊野市にある滝で、日本の滝百選の1つである。一帯は熊野市きらずの森（20ヘクタール）となっている。
名称の由来は、水の流れが大巾の布地を垂らしたように、音もなく飛沫も立てずに静かに流れ落ちるさまから付けられた。熊野市の条例で布引の滝付近一帯の森は「切らずの森」として指定され、自然を保護すべく守り続けられている。

## 概要
楊枝川の支流にある花崗斑岩を滑り落ちる4段（12m、4m、8m、29m）の滝である。
四十八ケ山秘所行場の1つに数えられ、熊野信仰の修行がされていた。

## アクセス
三重県道780号熊野紀和線から、道路案内板のとおりに東へ曲がり上る。途中分岐があるが、左(北側)へ曲がる(右に進むと八丁大滝がある)。
左手に松山滝（まつやまだき）、荒滝（あらたき）、トイレ・観瀑台、駐車場（布引不動明王、遊歩道）の順に現れる。観瀑台からは4段の滝の全体像が見られる。遊歩道を降りていくと滝壺まで降りられるが、滝自体は最下段しか見えなくなる。最下段は巨大な滝壺と一枚岩の花崗斑岩を滑るように落ちる滝が見られる。

## ギャラリー

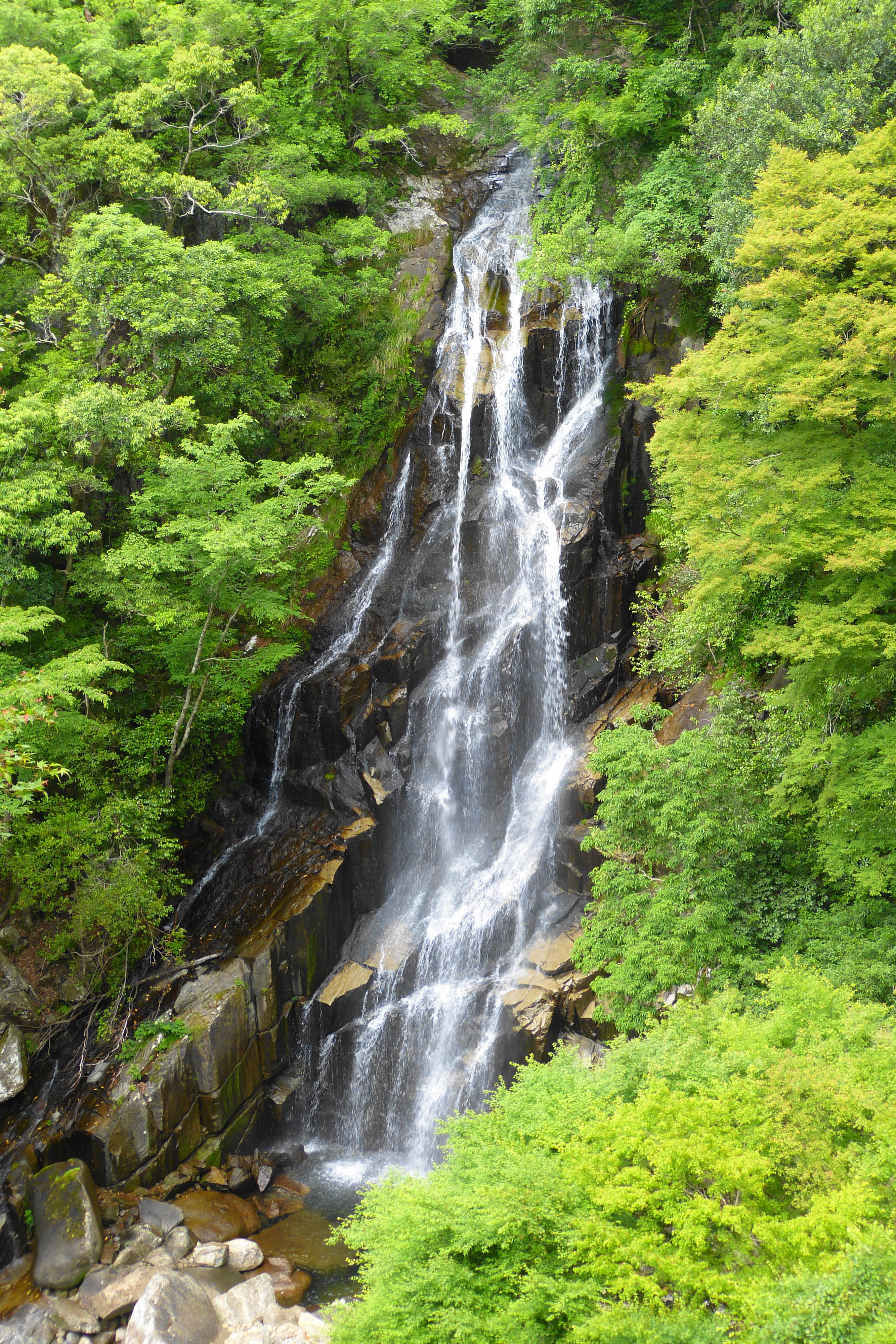
荒滝
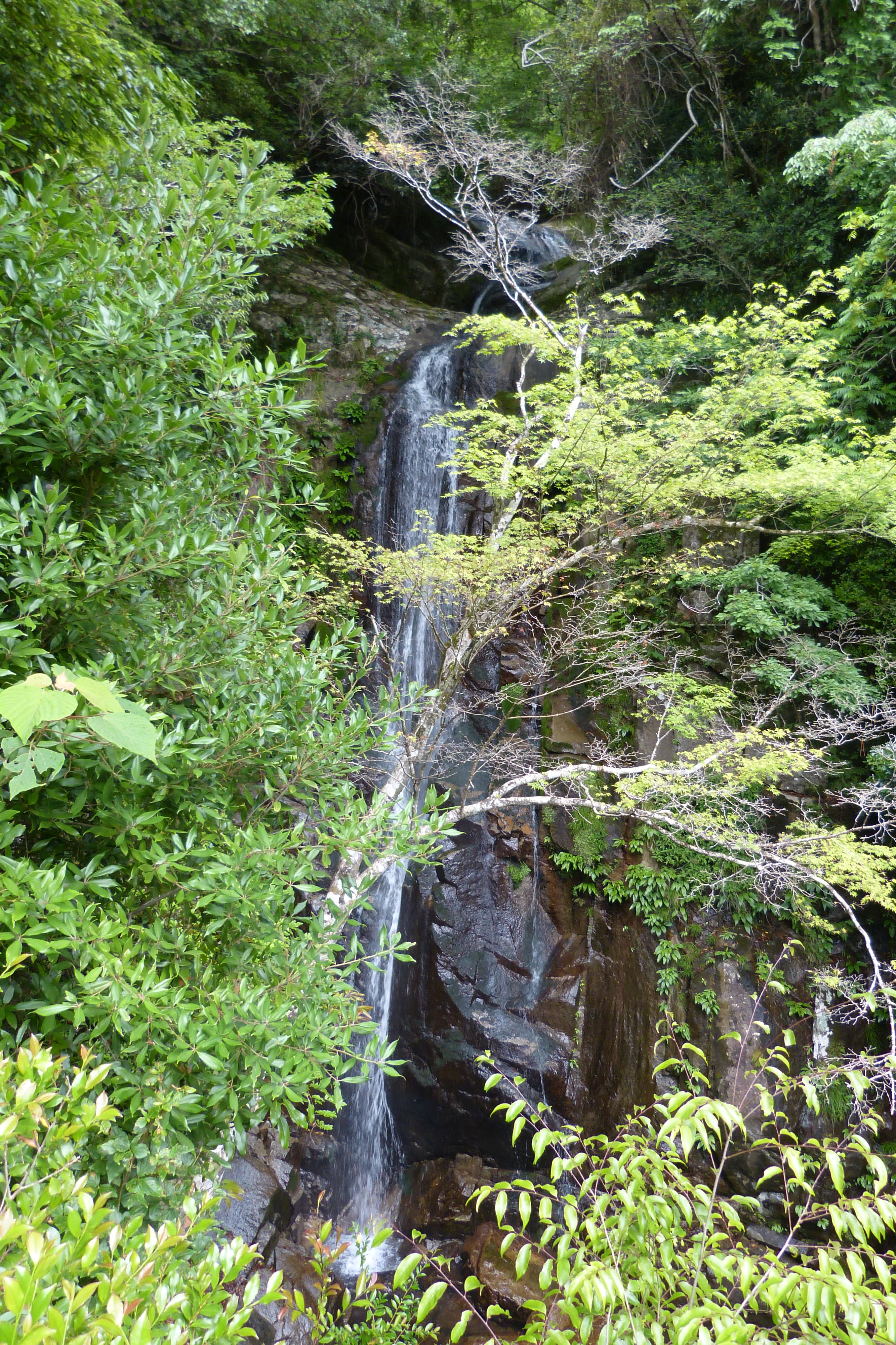
松山滝